# L'Homme au masque d'or
Pour plus de détails, voir Fiche technique et Distribution.
L'Homme au masque d'or  est un film français réalisé par Éric Duret, sorti en 1991.

## Synopsis
À San Luis de la Paz, un village situé dans l’état de Guanajuato sur le plateau central de Mexique, le père Victorio Gaetano a transformé la petite paroisse de Santo Domingo de la Crucifixión en un orphelinat de fortune. Avec l'aide de sa jeune sœur, Maria, il prend soin de cinquante enfants. Le père Gaetano se produit sur les rings de catch amateur, le visage recouvert d'un masque doré pour obtenir de l'argent afin de nourrir les enfants. Les enfants coulent des jours paisibles, jusqu'au jour où le diocèse, méfiant à l'égard de ce prêtre peu orthodoxe, décide de fermer Santo Domingo de la crucifixión et de le muter à Mexico. Un jour, de retour d'un combat, le curé catcheur prend en stop un jeune vagabond nommé Pedro. Au détour d'un chemin ils découvrent un village abandonné. Avec l’aide de Pedro, devenu son manager, le père Gaetano essaie de couvrir les frais d'achat et de rénovation d'un nouveau village pour les enfants en se battant dans le catch professionnel.

## Inspiration
Ce film est inspiré de l'histoire du père Sergio Gutiérrez Bénitez, dit padre Fray Tormenta[réf. nécessaire]

## Fiche technique
- Titre : L'Homme au masque d'or
- Réalisateur : Éric Duret
- Scénario : Éric Duret, Alain Gillot, Alain Guillet
- Producteurs : Adelaïde, Locus-Solus Productions, SGGC, TF1 Films Production
- Musique : Jean-Pierre Fouquey
- Image : Ennio Guarnieri
- Son : Guillaume Sciama
- Décors : Jean-Louis Povéda
- Montage : Isabelle Devinck
- Genre : drame
- Durée : 1h45
- Date de sortie : 2 janvier 1991

## Distribution
- Jean Reno : Don Gaetano
- Marlee Matlin : Sœur Maria
- Marc Duret : Pedro
- Sergio Calderón : Javier Chavez
- Patrick Fontana : Tonio
- Pedro Altamirano : Agustin Chavez
- Luis de Icaza : Angel Chavez
- Yokozuna (catch)  : Le Lutteur Hawaïen